# Francesco Pignatelli
Francesco Pignatelli (ur. 6 lutego 1652 — zm. 5 grudnia 1734) – włoski kardynał.

## Życiorys
Pochodził z wicekrólestwa Neapolu. W 1665 wstąpił do zakonu teatynów. W 1684 dzięki rekomendacji króla Hiszpanii Karola II został arcybiskupem Tarentu. Nuncjusz apostolski w Polsce od marca 1700 do lutego 1703, kiedy został arcybiskupem Neapolu. Był krewnym papieża Innocentego XII (1691-1700), jednak nominację kardynalską otrzymał dopiero od jego następcy Klemensa XI w grudniu 1703. Początkowo był kardynałem prezbiterem tytułu SS. Marcellino e Pietro, ale w 1719 uzyskał promocję do rangi kardynała biskupa Sabiny, a następnie Frascati (1724) i Porto e Santa Rufina (1725), pozostając jednocześnie arcybiskupem Neapolu. Uczestniczył w konklawe 1721, konklawe 1724 i konklawe 1730. Dziekan Kolegium Kardynalskiego od 25 czerwca 1726. Zmarł w Neapolu w wieku 82 lat, został pochowany w neapolitańskim kościele teatynów.